# 2723 Горшков
2723 Горшков (енгл. 2723 Gorshkov) је астероид главног астероидног појаса чија средња удаљеност од Сунца износи 3,120 астрономских јединица (АЈ).
Апсолутна магнитуда астероида је 12,5.